# 南张镇
南张镇，是中华人民共和国河北省保定市容城县下辖的一个乡镇级行政单位。

## 行政区划
南张镇下辖以下地区：
南张村、北张村、西牛村、李茂村、段庄村、苏李庄村、沙河村、沙河营村、东野桥村、西野桥村、野桥营村、小北张村和小野桥村。